# ساختمان باشگاه افسران پادگان کاوناس
ساختمان باشگاه افسران پادگان کاوناس (لیتوانیایی: Kauno įgulos karininkų ramovė) یکی از لوکس‌ترین بناهای لیتوانی در دوران میان‌دوجنگ است که در شهر کاوناس، لیتوانی واقع شده است. این ساختمان که در کنار خیابان اصلی عابرپیاده لایس‌وِس اَلِیا قرار دارد، با هزینه‌ای بیش از ۱٫۲۷ میلیون لیتاس لیتوانی ساخته شد و دارای نمادگرایی ملی‌گرایانه و طرح‌های تزئینی مبتنی بر هنر عامه است.
طبقه دوم از چهار طبقه این بنا شامل چهار سالن رسمی با طراحی‌های بزرگ و التقاطی است. طراحی داخلی این سالن‌ها ادای احترام به دوک‌نشین بزرگ لیتوانی است و توسط هنرمندان برجسته لیتوانی طراحی شده است. این ساختمان که در سال‌های ۱۹۳۵ تا ۱۹۳۷ ساخته شد، به‌عنوان مقر باشگاه افسران نیروهای مسلح لیتوانی و مکانی برای برگزاری رویدادهای رسمی استفاده می‌شد.

## تاریخچه
اولین باشگاه سربازان در ژوئیه ۱۹۱۹ تأسیس شد و تا سال ۱۹۲۴ به باشگاه افسران (لیتوانیایی: karininkų ramovė) تبدیل شد که محل گردهمایی افسران نظامی، پزشکان و کشیشان لیتوانی بود. نام این باشگاه «رامووه» (Ramovė) توسط  یوناس یابلونسکیس، پدر زبان استاندارد لیتوانیایی، انتخاب شد. او این باشگاه را مکانی آرامش‌بخش و امن توصیف کرد که مشابه معبد رامووه، پناهگاهی در برابر آشوب جنگ بود.
تا دهه ۱۹۳۰، این باشگاه در ساختمانی دوطبقه در گوشه خیابان آ. میتسکه‌ویچائوس و لایس‌وِس اَلِیا مستقر بود. در سال ۱۹۳۱، رقابتی بین‌المللی برای طراحی مقر جدید برگزار شد که طرح برندگان، معماران استونیایی المار لوک و هربرت یوهانسون، با تغییرات توسط ولادیمیر دوبنکسیس و پس از مرگ او توسط می‌کولاس سونگایلا اجرا شد.
ساخت بنا که به دلیل مشکلات مالی تا سال ۱۹۳۵ به تعویق افتاده بود، در آوریل ۱۹۳۷ به اتمام رسید. هزینه ساخت آن از حقوق رسمی سربازان و همچنین وامی از بانک پس‌انداز دولتی تأمین شد. این ساختمان با استفاده از مصالح محلی لیتوانیایی ساخته شد و هر طبقه آن کاربری خاصی داشت؛ از جمله رستوران عمومی در طبقه اول، سالن‌های رسمی در طبقه دوم، فضاهای خصوصی افسران در طبقه سوم، و یک هتل در طبقه چهارم.

### دوران جنگ و اشغال
در طول اشغال کشورهای بالتیک توسط شوروی (۱۹۴۰), این بنا توسط ارتش سرخ تصرف شد و نمادهای ملی‌گرایانه آن تخریب شد. در زمان اشغال آلمان، لیتوانیایی‌ها اجازه استفاده محدود از ساختمان را داشتند. پس از اشغال مجدد توسط شوروی در سال ۱۹۴۴، ساختمان به باشگاه افسران شوروی تبدیل شد و دچار تخریب گسترده شد.

### بازیابی و بازسازی
پس از استقلال لیتوانی، در سال ۱۹۹۲، این بنا از ارتش روسیه پس گرفته شد. در سال ۲۰۰۰، ساختمان تحت مالکیت نیروهای مسلح لیتوانی قرار گرفت و بازسازی‌های گسترده‌ای برای بازآفرینی دکور اصلی دوران میان‌دوجنگ صورت گرفت. در سال ۲۰۱۵، این بنا به‌عنوان یکی از ۴۴ بنای کاوناس، نشان میراث فرهنگی اروپا را دریافت کرد.

### نمای خارجی
نمای خارجی ساختمان به‌عنوان «معماری رنسانس مدرن‌شده» توصیف شده است. این نما با ترکیب مجسمه‌ای به نام «سه غول» تزئین شده که سه جنگجوی دوک‌نشین بزرگ لیتوانی را به تصویر می‌کشد. سپرهای آنها نشان‌دهنده ستون‌های گدیمیناس هستند. این مجسمه اصلی در دوران شوروی سالم ماند زیرا در آن زمان در برابر آن تخته‌کوبی شده بود.
درهای ورودی با نشان‌های سه شهر تزئین شده‌اند: «تائوروس» با صلیب کاوناس، کریستوفر قدیس متعلق به ویلنیوس و برج‌های قلعه کلایپدا. این نشان‌ها بیانگر یک بیانیه سیاسی واضح بودند: در دوران میان‌دوجنگ، لیتوانی درگیر منازعات سرزمینی با جمهوری دوم لهستان در مورد منطقه ویلنیوس و با آلمان در مورد منطقه کلایپدا بود. این مجسمه و نشان‌ها توسط بْرُنیوس پون‌دزیوس ساخته شده‌اند.
پنجره‌های طبقه اول بیشتر به‌عنوان تزئینات و نه به‌عنوان وسیله‌ای برای امنیت با میله‌های فلزی پوشانده شده‌اند؛ زیرا بدون این میله‌ها، پنجره‌های بزرگ‌تر شبیه ویترین‌های نمایشگاهی به نظر می‌رسیدند.

## اتاق‌های رسمی

### سالن بزرگ
سالن بزرگ میزبان رویدادهای مهم است. در دوران عملیات باگراتیون، در تابستان ۱۹۴۴، سالن بزرگ به‌طور موقت به عنوان بیمارستان نظامی استفاده شد. دکور داخلی آن با سپرهای شش شاخه اصلی نیروهای مسلح میان‌دوجنگ لیتوانی تزئین شده است: نیروی هوایی لیتوانی، مهندسان، نیروی دریایی لیتوانی، پیاده‌نظام، توپخانه و سواره‌نظام.
این سالن دارای دو بالکن است: یکی برای تماشاگران و دیگری برای موسیقی‌دانان. بالکن‌ها با باس‌ریلیف‌هایی از پترس ریما تزئین شده‌اند که چهار شاخه نظامی را به تصویر می‌کشد. سقف سالن ارتفاع ۸ متر (۲۶ فوت) دارد و دارای یک کوفِر با طراحی گل‌های لاله است. سقف سفید با نورهای زرد، سبز و قرمز که رنگ‌های پرچم لیتوانی هستند، روشن می‌شود. این نورپردازی هنگام ساخت ساختمان نصب شده بود. ستون‌ها با مرمر پوشانده شده‌اند، پنجره‌ها با نقش‌های لاله تزئین شده و رادیاتورها با مشبک‌های برنز پنهان شده‌اند. پیانوی سیاه رنگی که در سال ۱۹۳۶ توسط استاین‌وی و پسران ساخته شده، احتمالاً هدیه‌ای از طرف بانوی اول سُفیا اسمِتونیِنِه در سال ۱۹۳۹ بود. پشت پیانو، درهایی به یک باغ زمستانی کوچک باز می‌شوند که در دوران میان‌دوجنگ دارای یک فواره بود.

### سالن کوچک یا سالن دوک‌ها
سالن دوک‌ها در جلوی سالن بزرگ قرار دارد. این سالن مبلمان و لوسترهایی از ساختمان قدیمی باشگاه را بازسازی کرده است. این سالن به فهرست حاکمان لیتوانی و میندوون اختصاص دارد. پرتره‌های تمام‌قد آن‌ها در سال ۱۹۳۷ توسط پترس کالپوکس تکمیل شدند. پس از جنگ جهانی دوم، این نقاشی‌ها برای سال‌ها گم شده بودند. آن‌ها به‌طور غیرمنتظره‌ای در موزه جنگ ویتائوتاس بزرگ پیدا شدند – از قاب‌ها خارج شده و به‌صورت لوله شده به‌عنوان «نقاشی‌های ناشناخته از دوک‌ها» فهرست شده بودند. این نقاشی‌ها پادشاه میندوگاس، دوک‌های بزرگ ویتنیس، کستوتیس، گدیمیناس (پدر دودمان گدیمینیدها)، آلگیرداس و ویتائوتاس را به تصویر می‌کشد. نقاشی گدیمیناس به شدت آسیب دیده است و بر این باورند که سربازان شوروی از آن برای بازی دارت استفاده کرده‌اند.

## اتاق نشیمن ویتاوتاس بزرگ
اتاق نشیمن ویتاوتاس بزرگ شباهت زیادی به سالن یک قلعه قرون‌وسطی دارد و به ویتائوتاس اختصاص دارد. طراح آن، معمار یوناس کوا-کووالسکیس، معماری گوتیک را با بازدید از مالبورک (دژ) و دژ کورسارهها مطالعه کرده است. این اتاق مجلل‌ترین اتاق است اما در دوران شوروی بیشترین آسیب را دید. سالن با هفت نقاشی دیواری از یوناس مکه‌ویچوس تزئین شده است که لحظات کلیدی از زندگی ویتاوتاس را به تصویر می‌کشد، از جمله پیروزی در نبرد گرونوالد (تطبیق بَتل آو گروون‌والد اثر یان ماتیکو) و مجمع لوتسک که وی را پادشاه لیتوانی اعلام کرد. در دوران شوروی، نقاشی‌های دیواری رنگ شده بودند (احتمالاً به قصد محافظت از آنها در برابر تخریب توسط شوروی‌ها) اما در سال ۲۰۰۶ ترمیم شدند.
اتاق نشیمن همچنین دارای یک شومینه سنگ مرمر خاکستری و سفید است که با نقوش برجسته اصیل از پِتراس ریـم‌شا تزئین شده است که ویتاوتاس بزرگ و نقشه دوک‌نشین بزرگ لیتوانی در دوران سلطنت او را به تصویر می‌کشد. نقوش برجسته توسط برادرزاده‌اش، معمار آیداس ریمشا نجات داده شدند. این اتاق همچنین با نمادهای هنر مردمی لیتوانیایی تزئین شده است؛ به عنوان مثال، نماد خورشیدی سواستیکا روی نیمکت‌هایی که توسط جاناس پراپولنیس ساخته شده است، مشاهده می‌شود. کاشی‌های کف چوبی طرح‌هایی شبیه به پارچه‌های بافته‌شده لیتوانیایی دارند. دیوارها با لوسترهایی ساخته شده از شاخ گوزن و صندلی‌هایی که با پوست گراز پوشیده شده‌اند تزئین شده است. این اتاق دارای پنجره‌های شیشه رنگی است (اصلی‌ها توسط استاسیس اوشینسکاس، بازسازی شده توسط ویوتاس شوارلیس) که نشان‌دهنده نشان‌های قرون‌وسطی هستند.

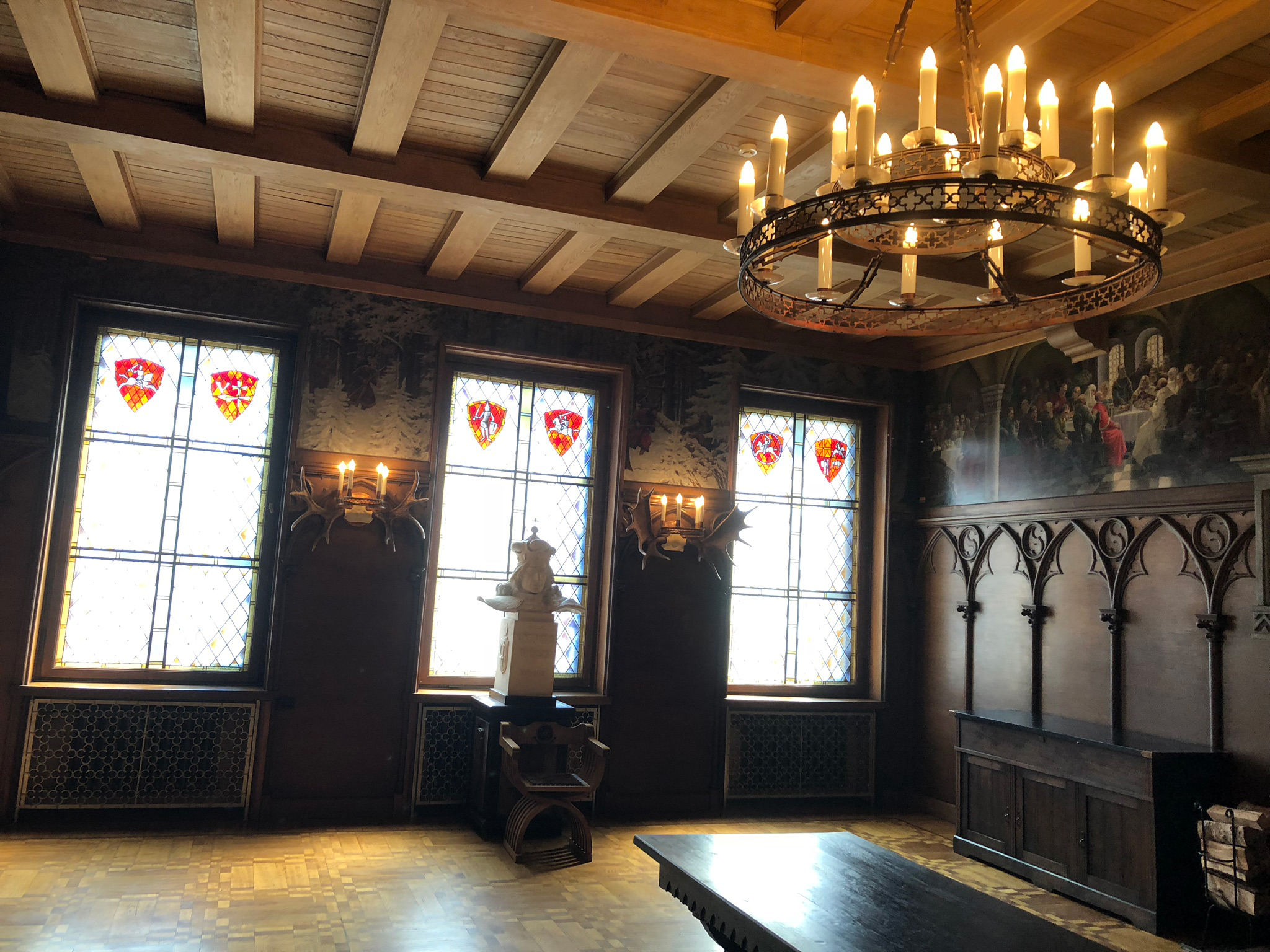
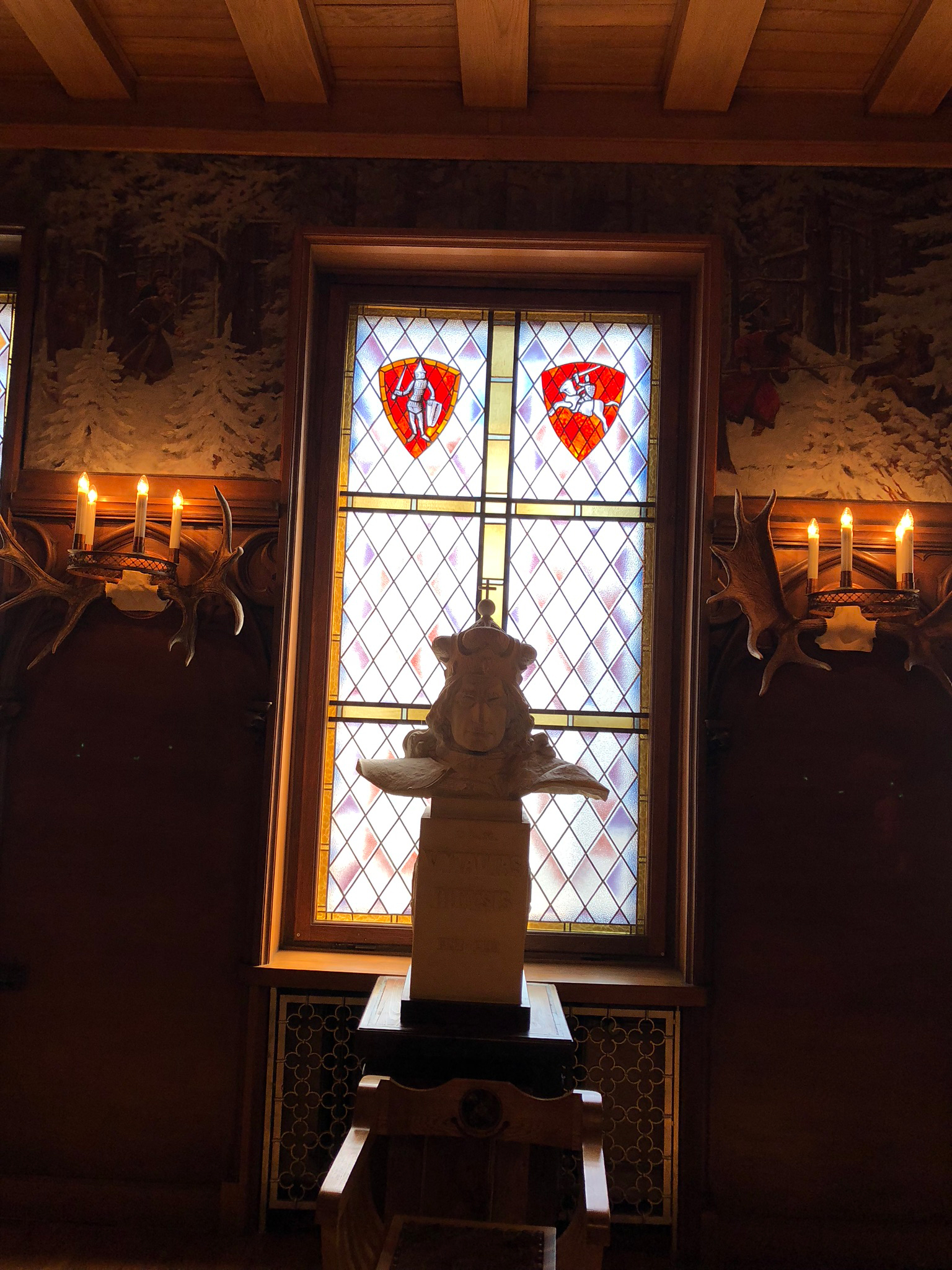
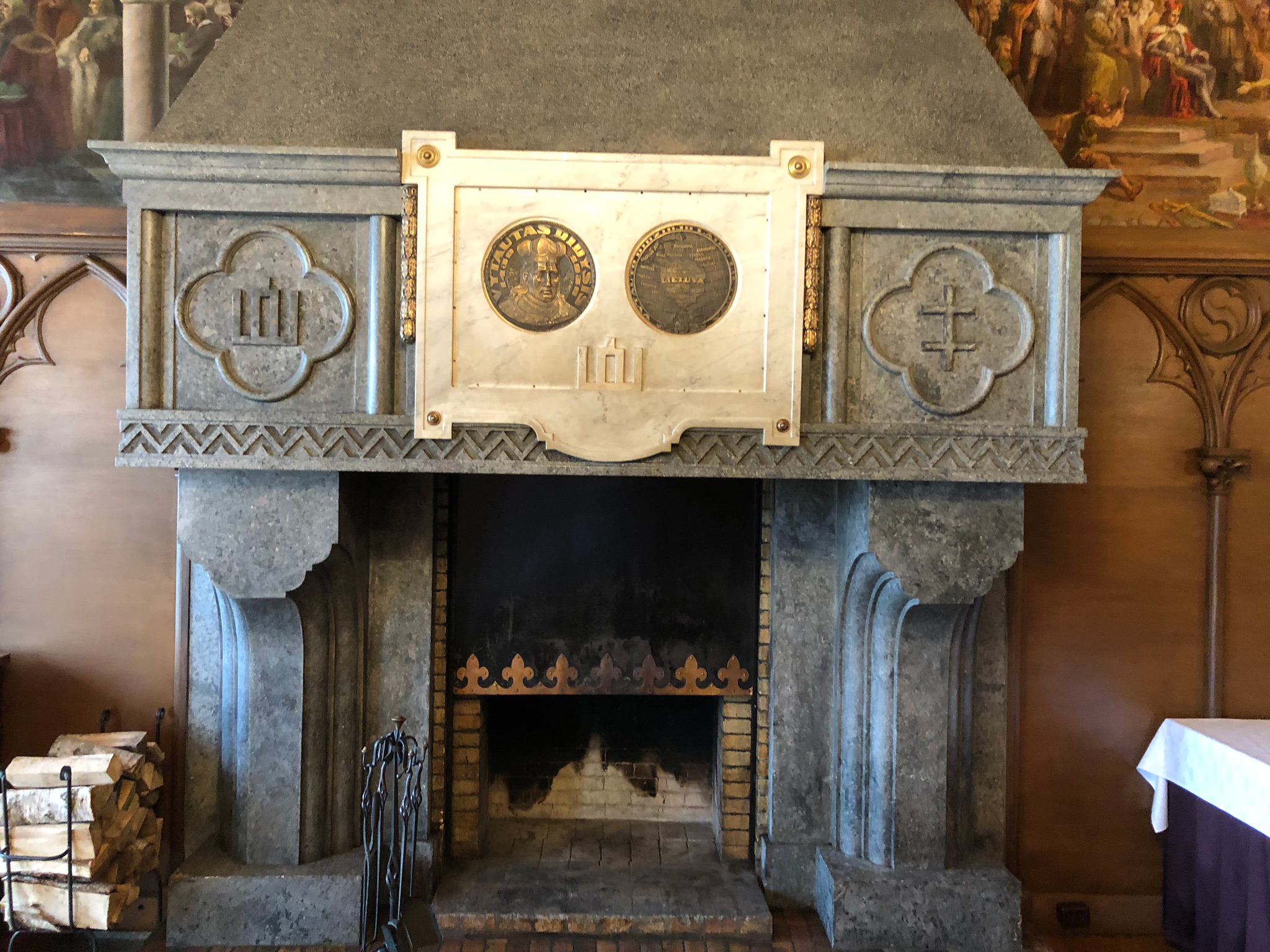
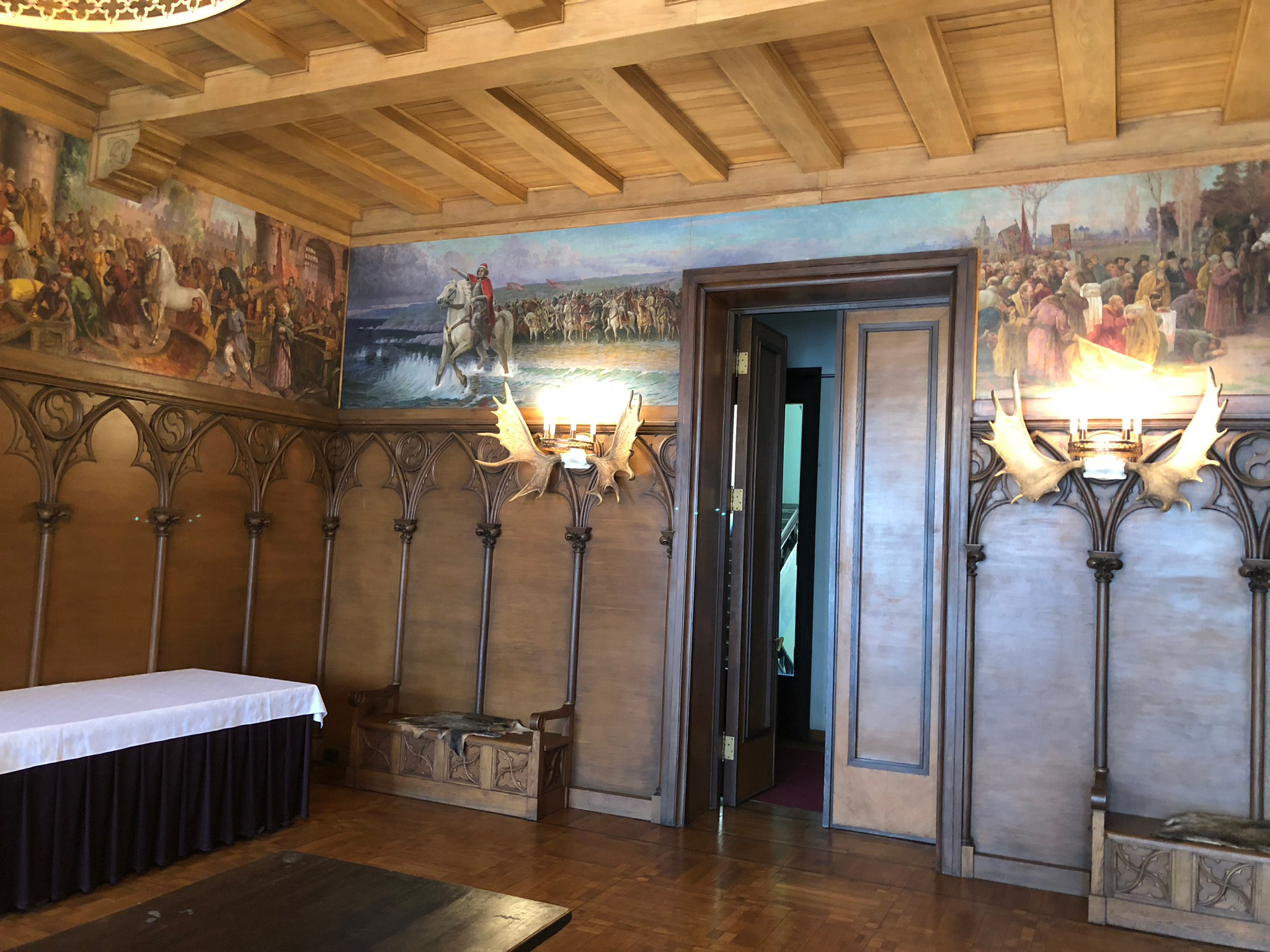

## اتاق ریاست جمهوری
اتاق ریاست جمهوری با پرتره‌ای از رئیس‌جمهور کنونی دالیا گریبائوسکایته تزئین شده است که در سال ۲۰۱۴ از این اتاق بازدید کرد. یک اتاق کوچک لباس برای رئیس‌جمهور در نزدیکی اتاق قرار دارد که به عنوان اتاق تعویض لباس برای رئیس‌جمهور طراحی شده است.
اتاق به سبک آرت دکو توسط نقاش جرارداس باگدوناویچیوس طراحی شده است. این اتاق به عنوان نمادی از حال و هوای لیتوانی طراحی شده است. این اتاق دارای یکی از دو شومینه موجود در ساختمان است؛ این شومینه از سنگ مرمر سیاه مصنوعی ساخته شده است. اتاق با یک میز و صندلی‌های دست‌ساز که توسط باگدوناویچیوس در سال ۱۹۳۷ طراحی شده‌اند، مبله شده است: یک میز کنفرانس به طول ۴ متر (۱۳ فوت)، ۱۲ صندلی دسته‌دار، ۱۲ صندلی، ۱۲ تابوره، دو میز جانبی و یک ویترین. در این اتاق گلوله‌های توپ از جنگ استقلال لیتوانی، بوم کتانی و نشان ملی لیتوانی قاب شده به نمایش گذاشته شده‌اند.

## اتاق‌های دیگر

### ورودی و رستوران
ورودی ساختمان دارای سه در است که در وسط آن‌ها درب‌های چرخان قرار دارد. نزدیک درها یک اتاق لباس وجود دارد. در طبقه اول از سال ۱۹۳۷ یک رستوران به نام سه غول قرار دارد. در ابتدا، این رستوران توسط افسران نیروهای مسلح لیتوانی و دیگر مقامات بلندپایه مورد استفاده قرار می‌گرفت. امروزه از سال ۱۹۹۴، این رستوران به یک پیتزریا به نام Milano تبدیل شده است که تحت سرپرستی یک سرآشپز ایتالیایی اداره می‌شود. با این حال، رستوران مدرن دارای دکوراسیون داخلی، رنگ‌ها، مبلمان، بار و روشنایی‌های بازسازی‌شده از دوران بین دو جنگ است. بالای ورودی رستوران، تابلو "Restoranas kavinė TRYS MILŽINAI" (به انگلیسی: Restaurant cafe THE THREE GIANTS) نیز نصب شده است.

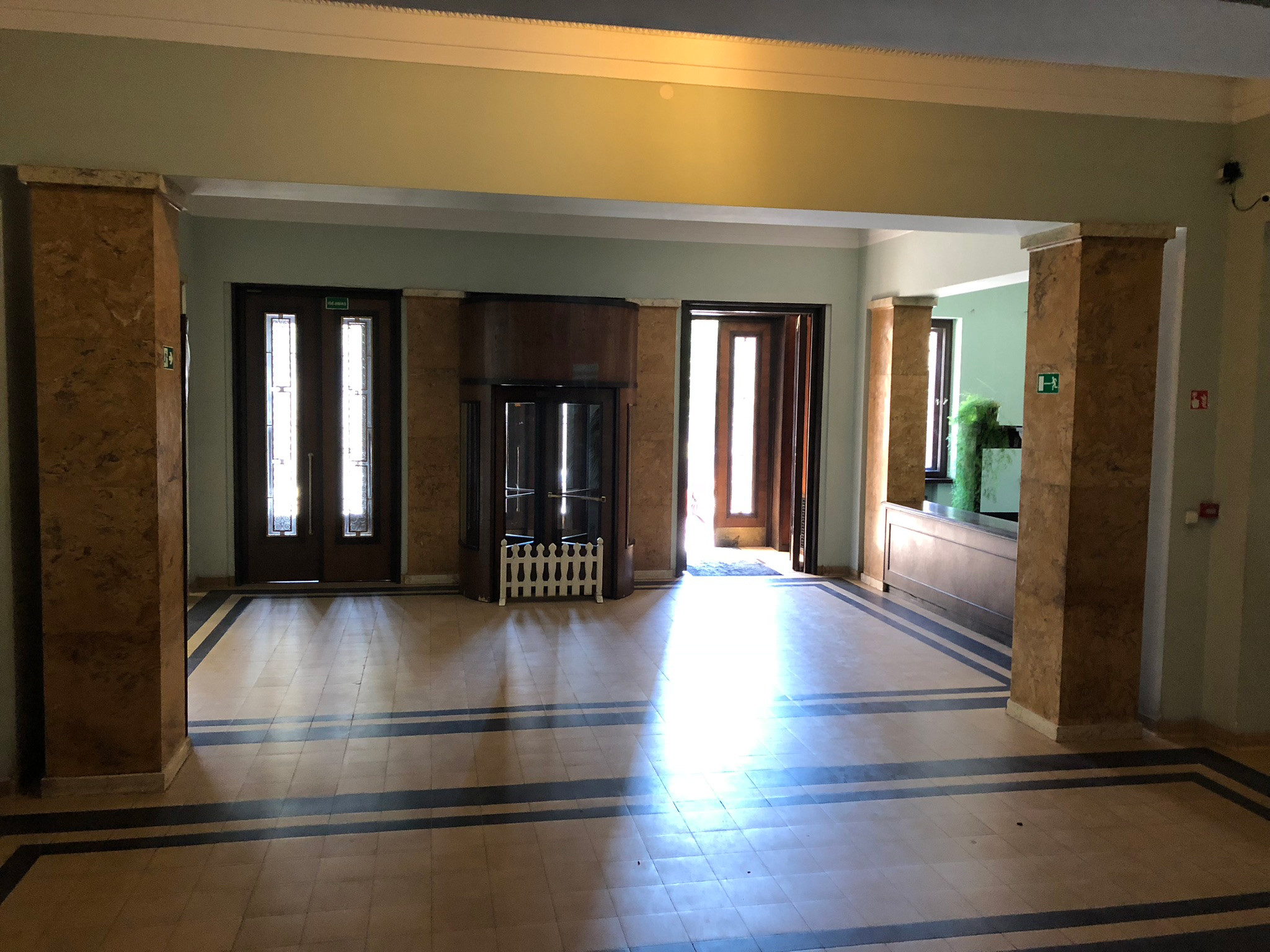
ورودی از داخل
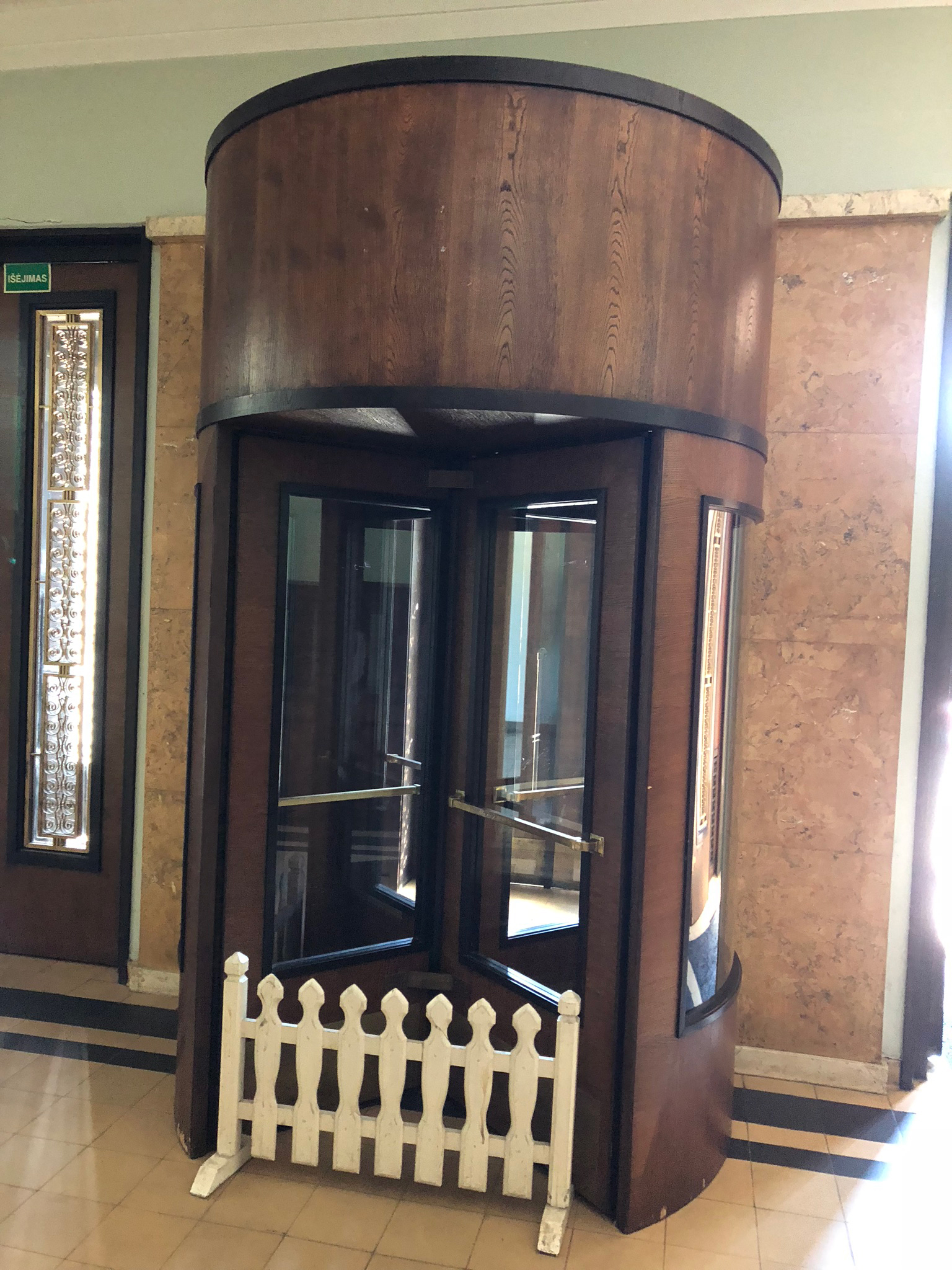
درب‌های چرخان ورودی
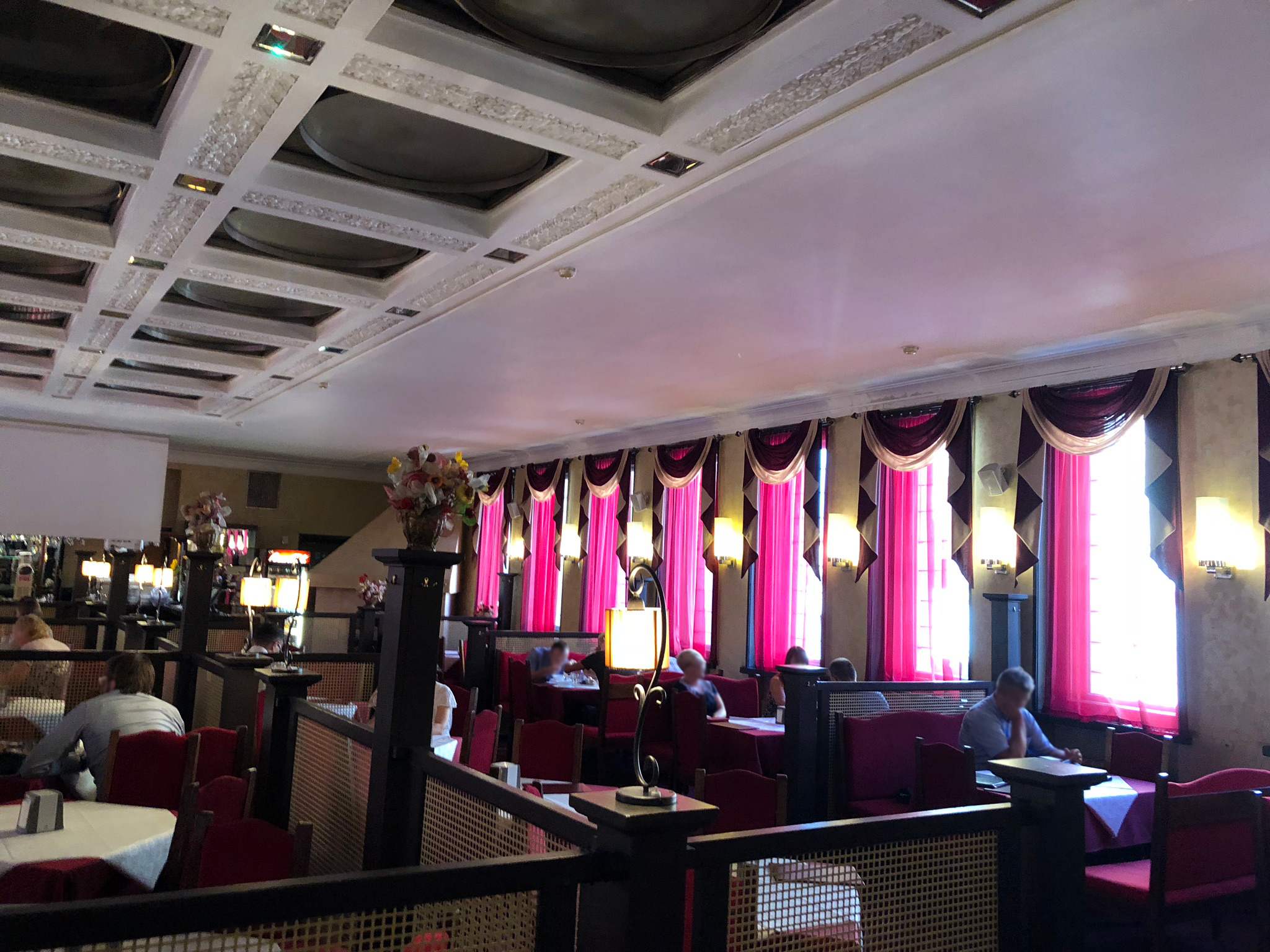
رستوران Trys milžinai

### طبقات دیگر
اتاق دفتر در طبقه اول، دفتر تحریریه مجله تصویری Kardas (ترجمه واژه‌به‌واژه: Sword) بود که مخصوص افسران نظامی بود. سردبیران این مجله عبارت بودند از:کازیس اسکوتاس، وینکاس یونوشکا، پترس بیرژیس، یونس آسویچیوس-آتسوکاس، یوُزاس بالچیوناس، ویتاوتاس استپونایتیس، آلکساندرس شیمکوس، لیوداس زیبایویچوس. این اتاق اکنون به یک موزه کوچک تبدیل شده که اقلام نظامی اصیل را به نمایش می‌گذارد: نقاشی‌ها، نقشه‌ها، مدل‌ها، تفنگ‌ها، دستگاه‌های اتو کشیدن رومیزی، تایپ‌نویس، تلفن‌های عملیاتی و دیگر اقلام. ارزشمندترین نمایش‌ها نقشه سیاسی اروپا ساخته شده در سال ۱۹۲۴ و نشان ملی لیتوانی هستند.
آسانسور ساختمان از شرکت آسانسور شیندلر یکی از قدیمی‌ترین آسانسورهای کاملاً عملیاتی در کاوناس است. این آسانسور هنوز دارای دروازه‌های آهنی اصلی خود است. این آسانسور از زیرزمین تا طبقه چهارم را جابه‌جا می‌کند و بیشتر از ۴۵۰ کیلوگرم (۹۹۰ پوند) ظرفیت ندارد. در طبقه سوم یک کتابخانه و سالن افسران وجود دارد که همچنین یک اتاق بازی کوچک برای فرزندان افسران دارد. طبقه چهارم به عنوان یک هتل استفاده می‌شود و همچنین دفاتر وزارت دفاع لیتوانی و فضاهای جمع‌آوری هنر در آن قرار دارد.

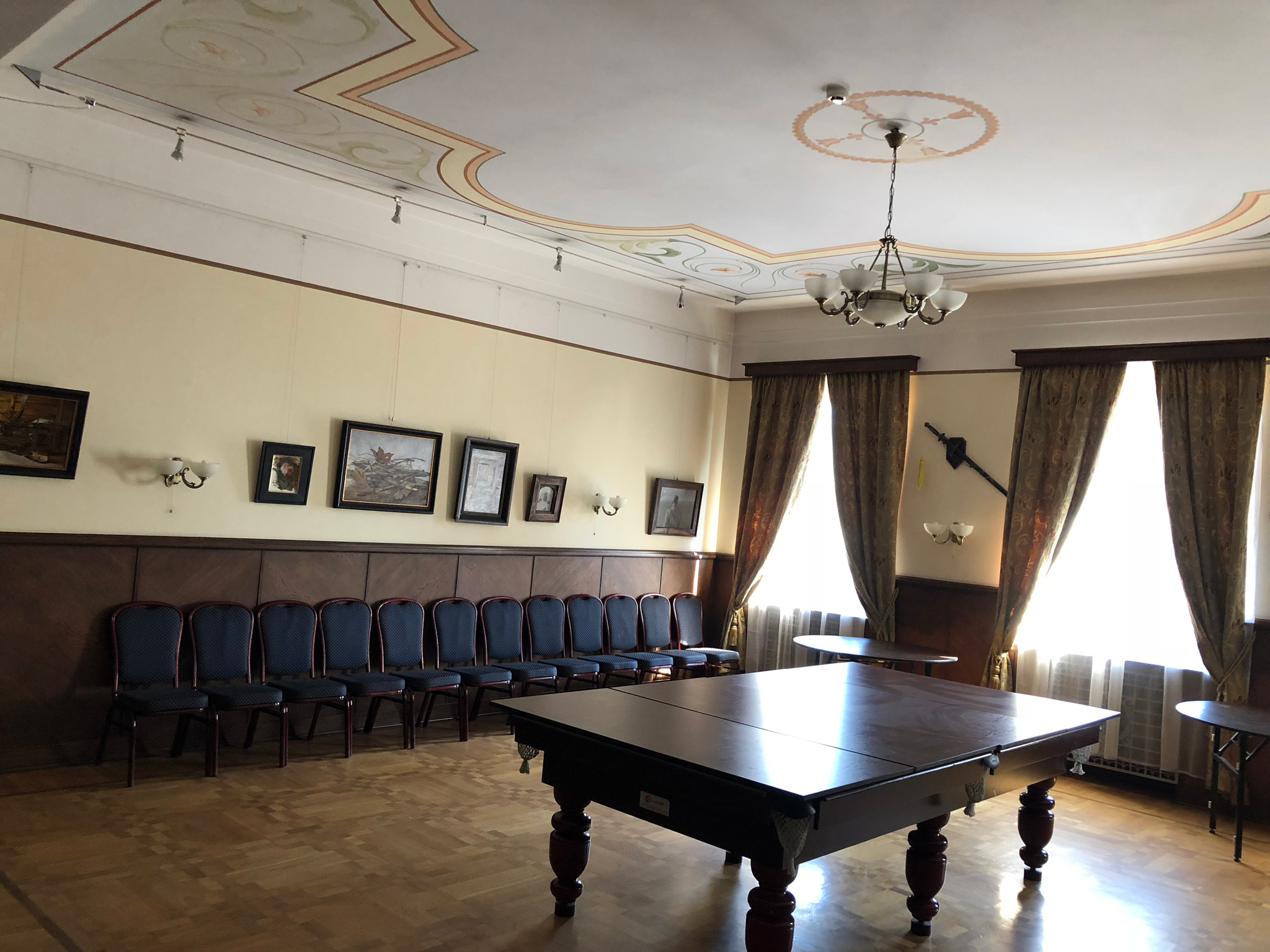
سالن افسران
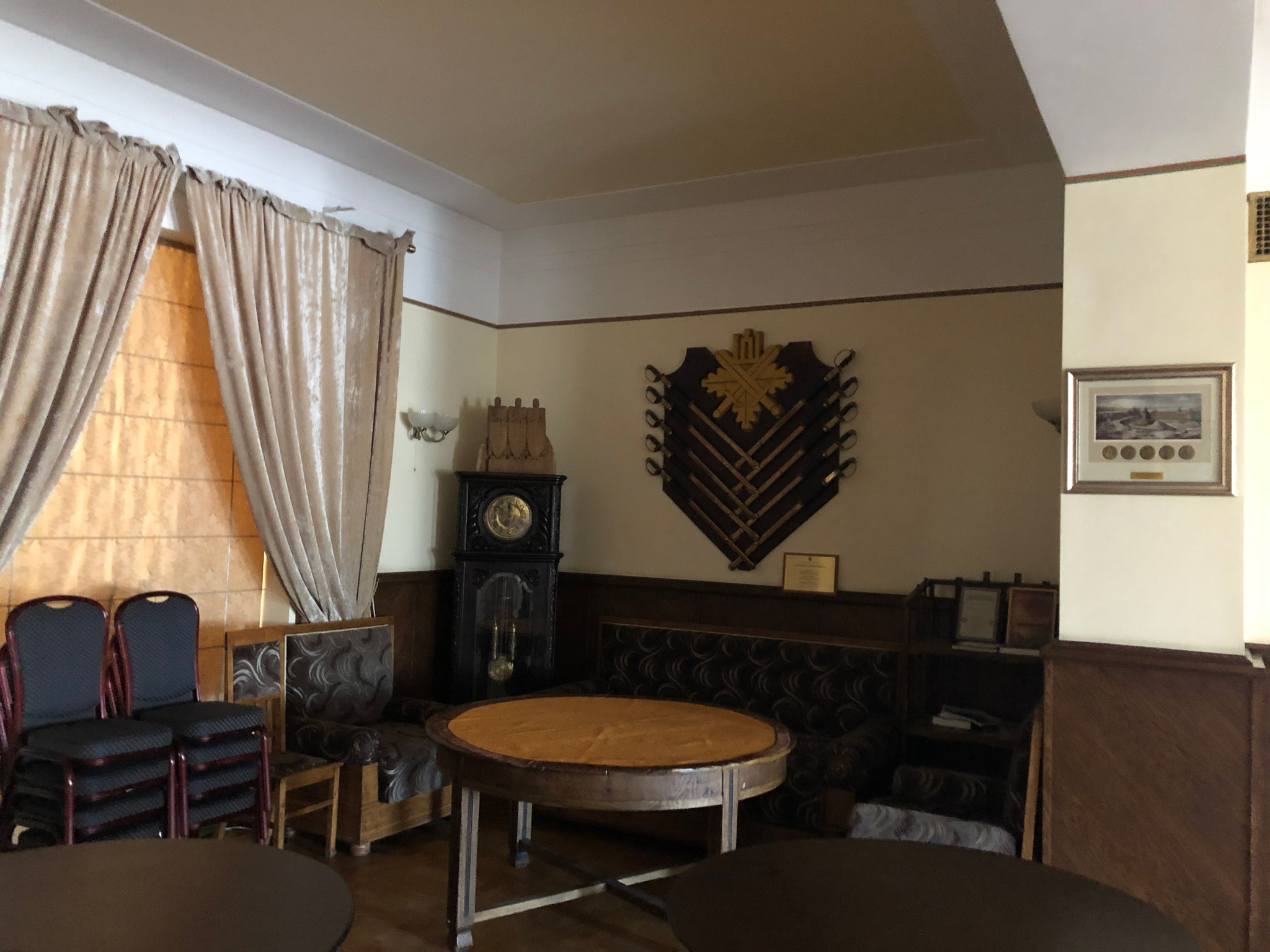
سالن افسران
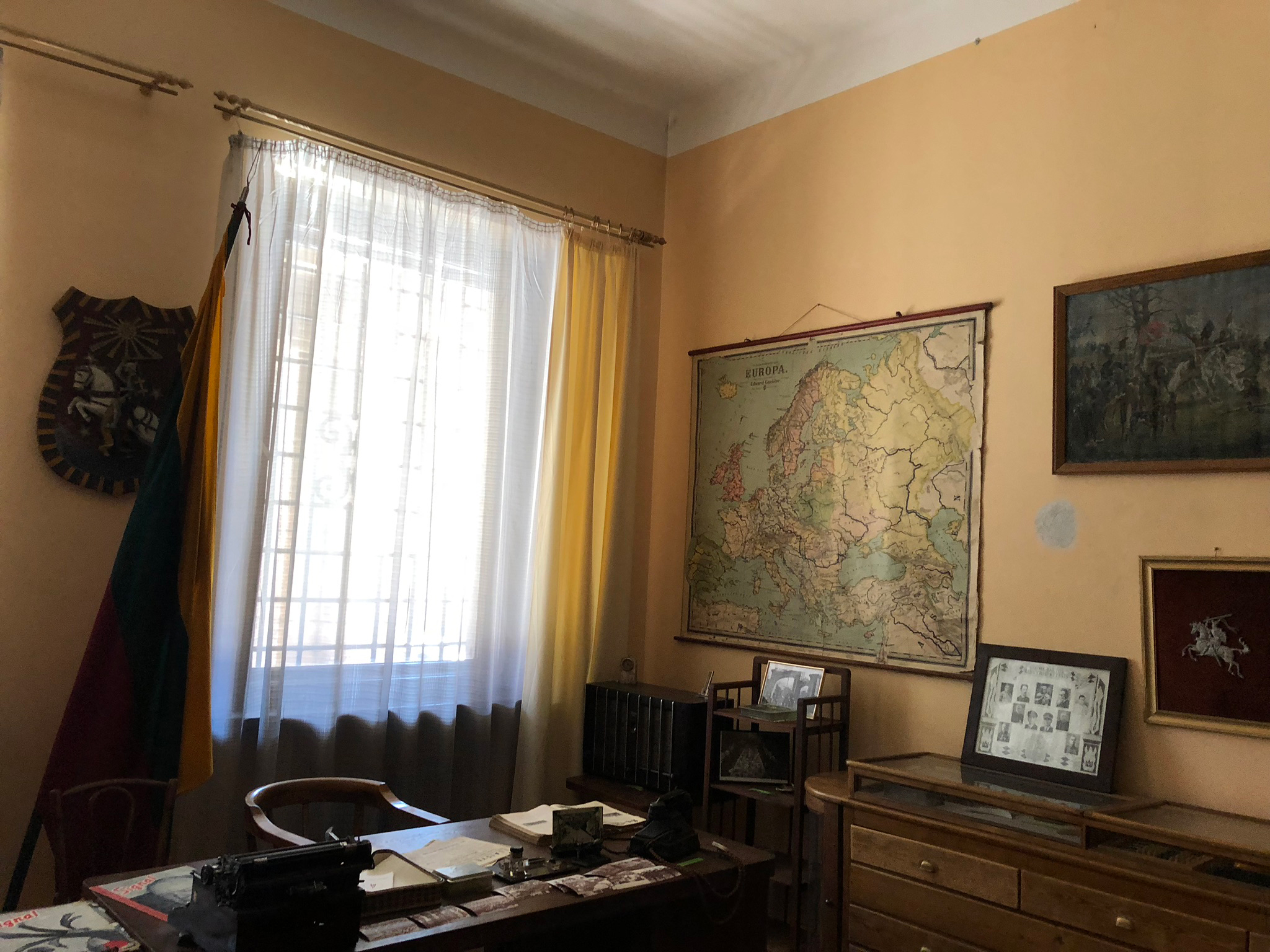
دفتر تحریریه
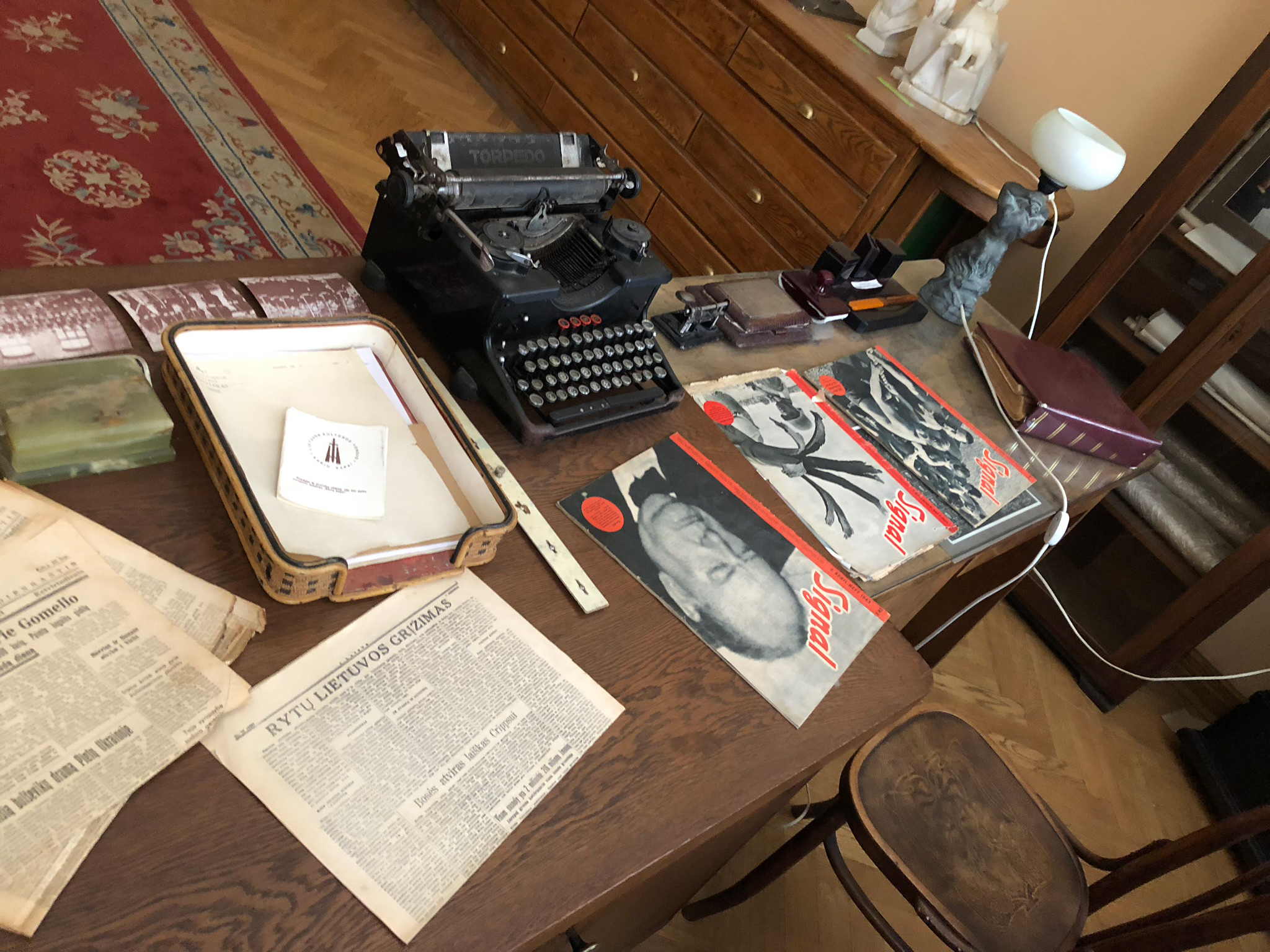
میز دفتر تحریریه Kardas

### زیرزمین
زیرزمین در سال ۲۰۱۵ بازسازی‌های عمده‌ای را تجربه کرد و در آوریل ۲۰۱۶ یک اتاق تیراندازی لیزری مدرن تأسیس شد. این اتاق به سربازان و اعضای خانواده آن‌ها این امکان را می‌دهد که با تفنگ دستی گلوک و تفنگ اتوماتیک هکلر و کخ ژ۳۶ تمرین کنند – صدای شلیک و ارتعاش آن‌ها شبیه‌سازی شده است. زیرزمین همچنین دارای یک باشگاه ورزشی است.
اتاق دیگری به تاریخ لیتوانی و تاریخ اوکراین اختصاص یافته است که اطلاعاتی در مورد پروژه تاریخ جهانی Gediminaičių kelias (مسیر گِدِمینیدها) ارائه می‌دهد. این پروژه همکاری میان ده شهر در اوکراین، دو شهر در بلاروس، یک شهر در لهستان و جمهوری چک و همچنین چهار شهر در لیتوانی (کاوناس، تاوراگه، اوکمرگه و تراکای) است. این اتاق همچنین اطلاعاتی در مورد قلعه لوبارت، یکی از بهترین قلعه‌های حفظ شده از دوک‌نشین بزرگ لیتوانی، و بازسازی مدرن زره‌های قرون وسطایی که وزن آن‌ها ۳۵ کیلوگرم (۷۷ پوند) است، به نمایش می‌گذارد. این زره به عنوان زره ویتائوتاس در بازسازی سالانه نبرد گرونوالد استفاده می‌شود.